# King Eagle

King Eagle (鷹王, Ying wang) est un film hongkongais réalisé par Chang Cheh et sorti en 1971.

## Histoire
Jin Fei, un jeune je-m'en-foutiste expert en arts martiaux surnommé "l'Aigle Royal", est mêlé contre son gré à une sombre affaire de rivalité hiérarchique au sein d'un club d'arts martiaux, la "Salle de l'Harmonie-Céleste", dont le poste de président est convoité par une partie de la direction (composée de huit lieutenants).
L’apurement des dettes d'honneur et de sang contractées par les personnages sera l'occasion d'une forte consommation de vies humaines copieusement arrosée de litres de sang, conformément aux canons du genre et à l'esthétique du réalisateur.

## Fiche technique
- Titre original : King Eagle
- Titre original : 鷹王 (Ying wang)
- Réalisation : Chang Cheh
- Scénario : I Kuang
- Photographie : Kung Mu To
- Chorégraphie des combats : Tang Chia, Yuan Hsiang-jen
- Musique : Wang Fu Ling
- Société de production : Shaw Brothers
- Pays d'origine : Hong Kong
- Langue originale : mandarin
- Format : couleurs - 2,35:1 - mono - 35 mm
- Genre : wuxiapian
- Durée : 80 min
- Date de sortie : 1971

## Distribution
- Li Ching : An Yuk-lin, 7e lieutenant / An Bing-e, 8ème lieutenant du club de la "Salle de l'Harmonie-Céleste", deux sœurs aux personnalités contrastées
- Ti Lung : Jin Fei, le personnage éponyme
- Chang Pei-shan : Hung Sing-tien, premier lieutenant du club de la "Salle de l'Harmonie-Céleste", un jeune homme ambitieux
- Ching Miao  : Wan Hau Ba, surnommé "Les-Doigts-de-la-Mort"
- Tang Chia :  frère Tai Shan aîné
- David Chiang : un membre du club de la "Salle de l'Harmonie-Céleste"
- Tsang Choh-lam : un serveur
- Yuen Woo-ping : un sbire des frères Lo